# Geyserius leuconiformis
Geyserius leuconiformis är en kräftdjursart som beskrevs av Michel Ledoyer 1988. Geyserius leuconiformis ingår i släktet Geyserius och familjen Diastylidae. Inga underarter finns listade i Catalogue of Life.